# Antoon Van Deynen
Antoon Van Deynen (Anversa, ... – ...; fl. XVI-XVII secolo) è stato un pittore fiammingo.
Era noto anche con il cognome Van Deynum, Deynum o Deynen.

## Biografia
Fu attivo nella nativa Fiandra ed in Italia.
Seguì il fratello Guilliam a Genova dalle Fiandre nel 1602; insieme ad un altro fratello, il cui nome non ci è pervenuto, lavorò presso la bottega che Guilliam aveva aperto nel capoluogo ligure. 
Tra le opere realizzate in collaborazione con Guilliam nel capoluogo ligure vi è l'opera nota come Ricevimento genovese in onore degli arciduchi Alberto e Isabella d'Asburgo alla presenza del doge Lorenzo Sauli.
Ritornato ad Anversa, vi fu attivo almeno sino al 1645.

## Opere
- Ricevimento genovese in onore degli arciduchi Alberto e Isabella d'Asburgo alla presenza del doge Lorenzo Sauli (Realizzato insieme ai fratelli), collezione privata.[3]